# 1966-os firenzei árvíz

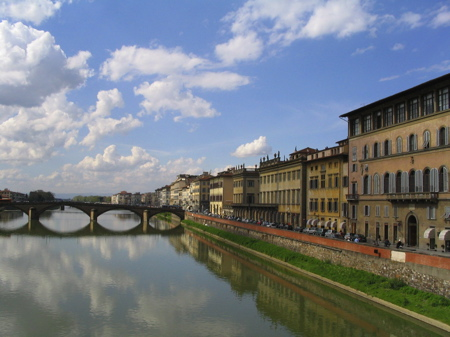
Az Arno Firenzénél

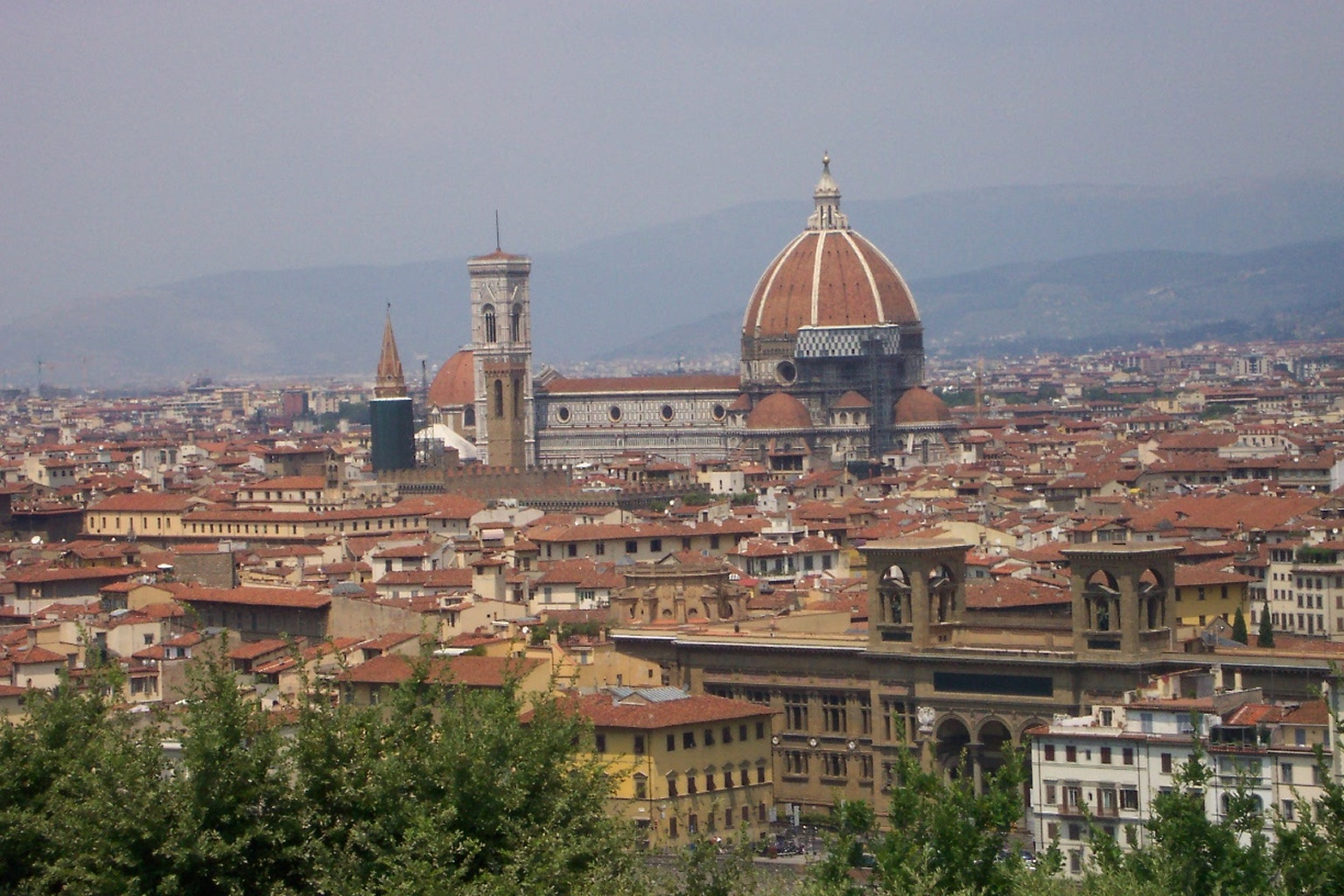
Firenze

Az 1966-os firenzei árvíz során mintegy 35 ember vesztette életét, és a „reneszánsz bölcsőjének” nevezett városban az áradás hatalmas károkat okozott a műkincsekben (épületekben, szobrokban, festményekben, könyvekben). Úgy tartják, ez volt Firenze történetének legnagyobb árvize 1557 óta. A műkincsek nagy részét olasz és nemzetközi segítséggel sikerült megmenteni és restaurálni. Ennek során új restaurálási eljárásokat is kifejlesztettek, de a helyreállító munka még ma is tart.

## A város és az Arno
Az Arno Toszkána legnagyobb folyója a maga 240 kilométeres hosszával. A Falterona-hegynél ered és a Ligur-tengerbe ömlik. Csupán egy 32 kilométeres szakaszát használják hajózásra. A folyó áradásai tavasszal és ősszel következnek be, amikor az Appenninekben nagy esőzések vannak. Az 1966-os árvíz nagyságát és a nagy károkat egyrészt a hegység domborzata, másrészt a város kialakítása okozta. Az olyan utcák, mint a via Calzaiuoli, természetes csatornaként szolgáltak a víz számára, amikben nagy sebességgel tudott haladni. Az Arno hídjai ugyanakkor gátolták az áradást, és a vizet az ártérbe irányították.

## Az áradás

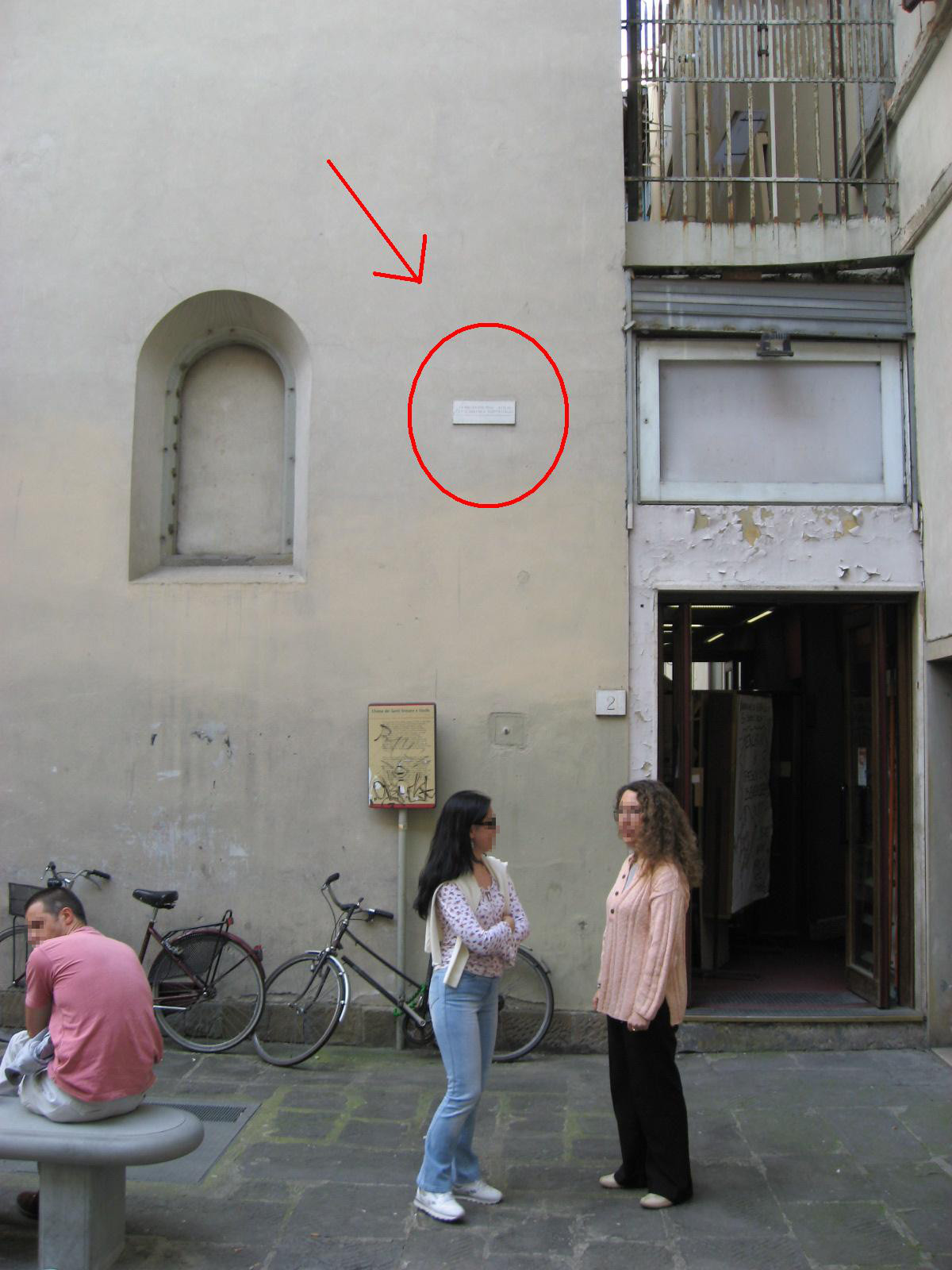
Az víz magasságát jelző tábla egy házon. A tábla több mint 2 méteres magasságot jelez

Az árvíz 1966 novemberében következett be. 3-án hajnalban kezdődött, amikor hosszan tartó esőzések után a valdarnói gátak másodpercenként több mint 2000 köbméter vizet engedtek át Firenze felé. Elsőként a Santa Croce és a San Frediano körüli területek pincéi kerültek víz alá, a rendőrség pedig folyamatos segélykéréseket kapott a város körüli falvak lakosaitól. Ezen a napon halt meg az árvíz első áldozata, egy 52 éves munkás.
November 4-én hajnalban mérnökök úgy döntöttek, hogy – mivel féltek, hogy összeomlik – megnyitják a valdarnói gátat, ezzel egy 60 kilométeres sebességgel Firenze külvárosai zúduló víztömeget engedtek útjára. 7 óra után nem sokkal az érintett területeken kikapcsolták az áram-, víz- és gázszolgáltatást. 8 órakor laktanyák kerültek víz alá. 9 órakor leálltak a kórházi generátorok. A Firenzébe vezető utakat földcsuszamlások zárták el, míg a város szűk utcáiban a víz egyre gyorsabban mozgott és egyre magasabbra ért.
9 óra 45 perckor már víz alatt állt a Dóm tér. Megrongálódtak a fűtőolajtartályok, így olajos szennyeződéssel lett tele a víz, ami még nagyobb kárt okozott, főként a műkincsekben. A várost két részre osztotta az áradás, és a hatóságok nem tudták elérni a Piazzale Michelangelón túli lakosokat. Amikor a legmagasabban állt a víz, a Santa Croce körüli területen 6,7 méteres magasságot mértek. 20 óra tájban a víz elkezdett apadni.

## Hatások

Az áradásnak nagy hatása volt Firenzére. A városnak sem a vezetői, sem a lakosai nem voltak felkészülve az árvízre és a hatalmas pusztításra, amit okozott. Gyakorlatilag nem történtek azonnali intézkedések, mivel Firenzében ritkák az árvizek. A lakosok 90%-a nem is volt tudatában a fenyegető veszélynek, nyugodtan aludtak november 4-én hajnalban. A lakosság arra készült, hogy aznap szokás szerint megünnepelje Olaszország első világháborús győzelmét Ausztria felett. Az ünnepnap miatt az üzletek dolgozói szabadnapot kaptak, és jó részük elhagyta a várost. Az így bezárt épületekből alig lehetett kimenteni a benti értékeket, kivéve az ékszerüzletek esetében, ahol az éjjeli őrök időben értesítették a tulajdonosokat. Az áradás miatt 5000 család vált hajléktalanná, 6000 üzlet megrongálódott. Körülbelül 600 000 tonna sár, kőtörmelék és szennyvíz semmisítette, vagy rongálta meg súlyosan Firenze műkincseit. Úgy számítják, körülbelül 3-4 millió darab könyv és kézirat sérült meg, és 14 000 darab egyéb mozgatható műtárgy. Ezeken kívül nem mozdítható alkotások (például freskók, épületek) is súlyos károkat szenvedtek.
A halálos áldozatok számáról eltérő számadatok láttak napvilágot, optimista számítások szerint 34-en, a pesszimisták szerint körülbelül 200-an haltak meg. Ez utóbbi számot hivatalosan nem tartják reálisnak, mert az áradás során az üzletekből kiszabadult és a víz felszínén úszó próbababákat is halottaknak nézhették.

## Megsérült műtárgyak és egyéb dokumentumok

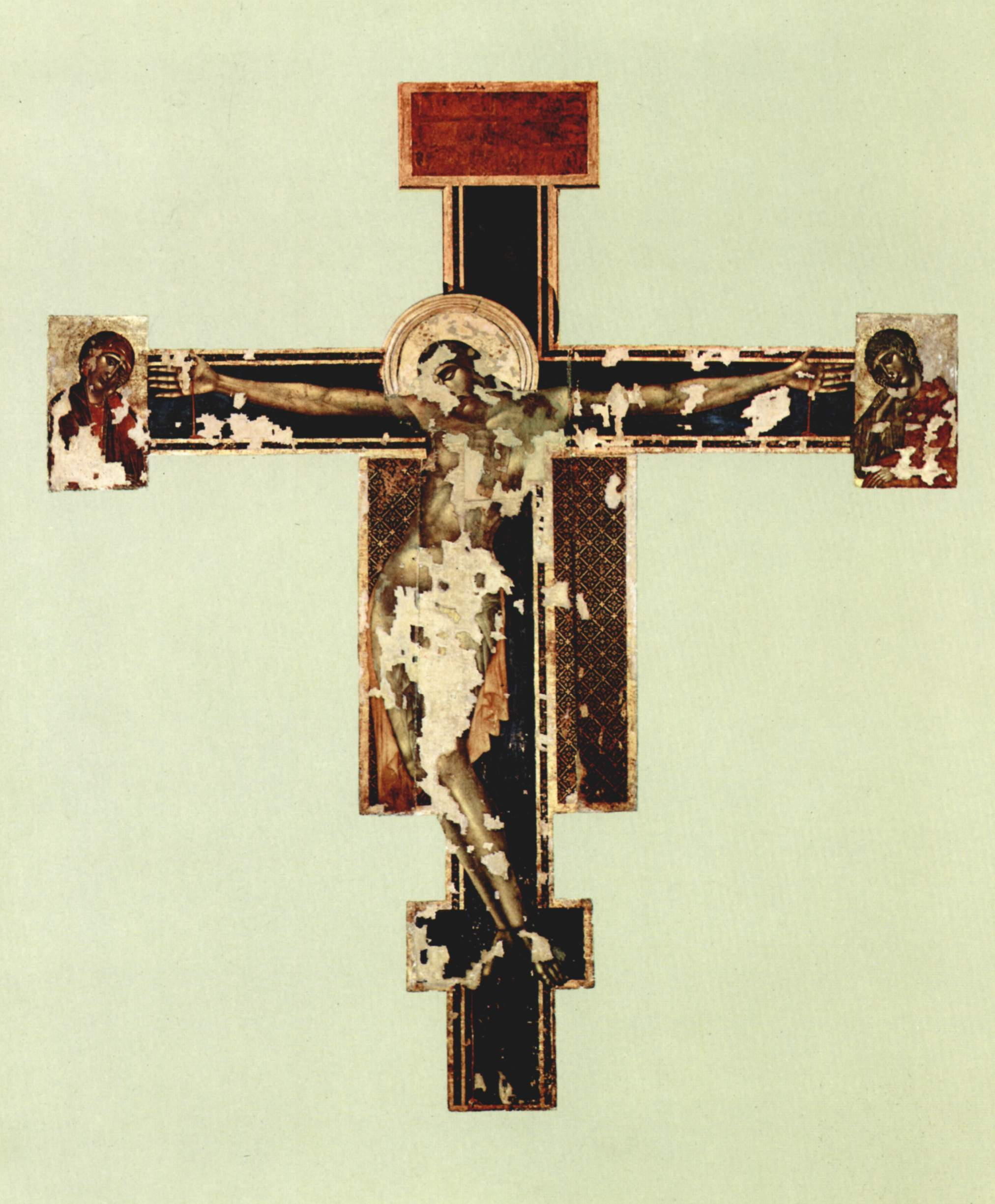
Az árvíz Cimabue feszületét is megrongálta

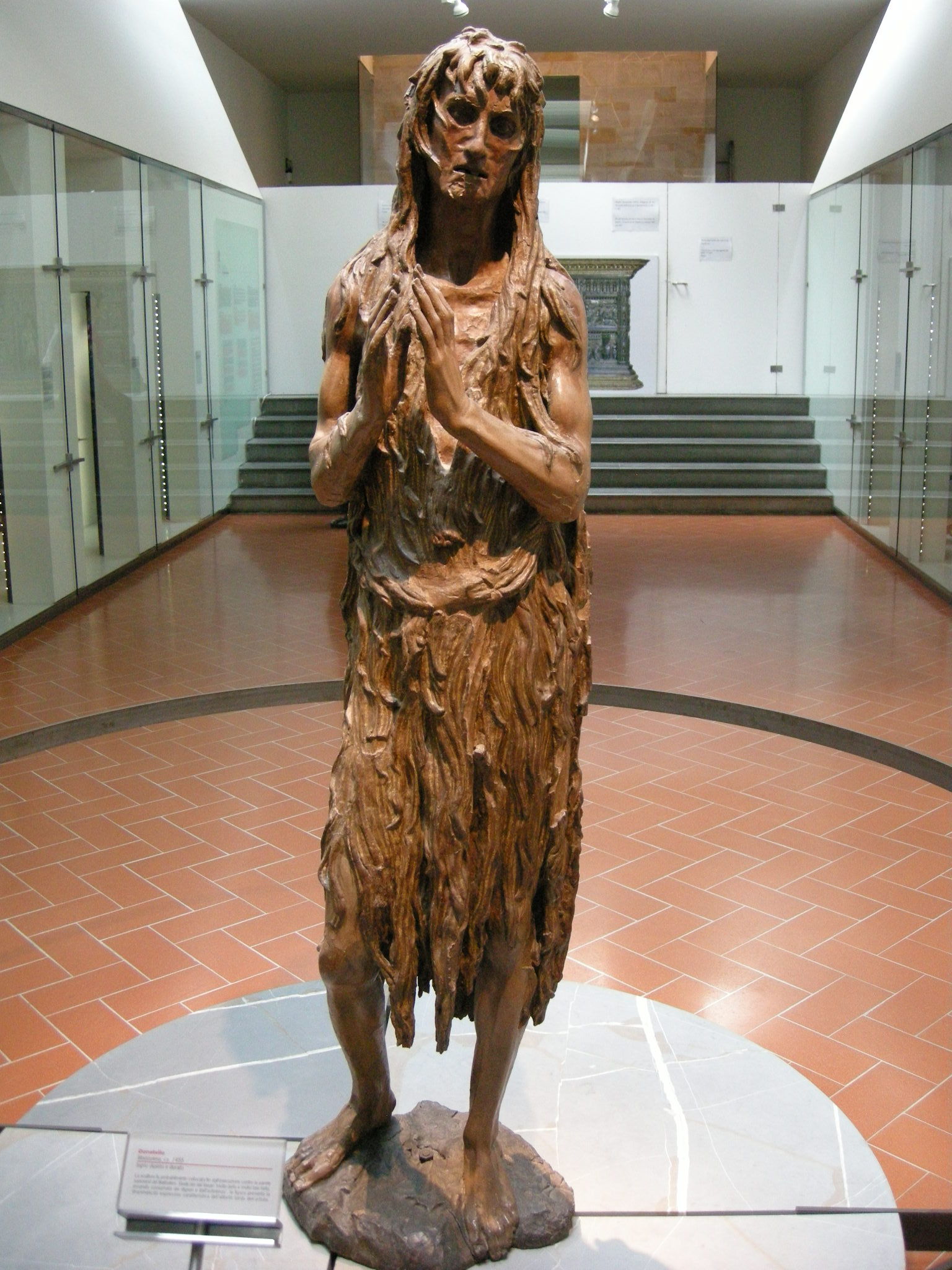
Bűnbánó Magdolna (Donatello)

### Gyűjtemények
- A Dóm múzeum archívumában 6000 kötet és 55 illusztrált kézirat sérült meg.
- A Biblioteca del Gabinetto Viesseux-ben mind a 250 000 kötet megsérült, főképpen a romantika korából származó és a risorgimento történetét feldolgozó könyvek. A könyvekből kiszabadult egyes lapokat később az épület falára és mennyezetére tapadva találták meg.
- A Biblioteca Nazionale Centrale, amely az Arno partján áll, el volt vágva a város többi részétől. Gyűjteményének egyharmada, körülbelül 1 300 000 tárgy megsérült, köztük nemcsak könyvek, de nyomtatványok, térképek, poszterek, újságok is.
- Az Állami Archívum anyagának 40%-a sérült meg, köztük tulajdoni lapok és adóügyi iratok, anyakönyvi feljegyzések, bírósági iratok, rendőrségi akták.

A fentieken kívül számos más gyűjtemény károkat szenvedett, többek között az alábbi intézményeké:
- Accademia dei Georgofili
- Istituto Storico della Resistenza
- Ospedale degli Innocenti
- Istituto e Museo di Storia della Scienza
- Uffizi
- Könyvesboltok és antikváriumok
- Számos magángyűjtemény
- Számos templom műkincsei

### Konkrét műtárgyak
Komoly sérüléseket szenvedett néhány műtárgy:
- Cimabue (Firenze) festett feszülete (helyrehozhatatlan)
- A Szent János-keresztelőkápolna Paradicsomi kapuja
- Donatello Bűnbánó Magdolnája

## Helyreállítási munkák
A károk felszámolásában önkéntesek hada; sok olasz és nemzetközi szakértő vett részt. Az önkéntesek munkája főleg az anyagi károk helyreállításában volt jelentős (a város megtisztítása az árvíz után maradt törmeléktől és sártól), míg a szakértők a műkincsek restaurálásában vettek részt. Köztük volt Peter Waters és a Central Institute of Restoration and Institute of Book Pathology munkatársai is. Számos új restaurálási módot fejlesztettek ki, például tömeges savtompítást, vagy szakaszos konzerválást.

## Fordítás
Ez a szócikk részben vagy egészben  a(z)   1966 Flood of the Arno River című angol Wikipédia-szócikk ezen változatának fordításán alapul.  Az eredeti cikk szerkesztőit annak laptörténete sorolja fel. Ez a jelzés csupán a megfogalmazás eredetét és a szerzői jogokat jelzi, nem szolgál a cikkben szereplő információk forrásmegjelöléseként.